# Reprezentacja Protektoratu Czech i Moraw w piłce nożnej mężczyzn
Reprezentacja Protektoratu Czech i Moraw w piłce nożnej – nieistniejąca już reprezentacja Protektoratu Czech i Moraw w piłce nożnej. Została powołana w 1939 po utworzeniu tej autonomicznej jednostki administracyjnej przez niemiecką III Rzeszę. Rozegrała tylko 6 spotkań. Najwyższe zwycięstwo odniosła 7:3 w meczu z Jugosławią, natomiast najwyższej porażki odniosła 1:7 w meczu z Marchią Wschodnią (wcielona Austria).

## Rozegrane mecze
- 14.05.1939, Berlin: Protektorat Czech i Moraw 3:3 (1:1) Rzesza Niemiecka
- 18.05.1939, Stuttgart: Protektorat Czech i Moraw 1:1 (0:1) Rzesza Niemiecka
- 21.05.1939, Wiedeń: Protektorat Czech i Moraw 1:7 (1:5) Marchia Wschodnia
- 27.08.1939, Praga: Protektorat Czech i Moraw 7:3 (3:1) Jugosławia
- 22.10.1939, Praga: Protektorat Czech i Moraw 5:5 (1:3) Marchia Wschodnia
- 12.11.1939, Wrocław: Protektorat Czech i Moraw 4:4 (4:2) Rzesza Niemiecka